# Juego de las Estrellas de la Liga Nacional de Básquet 2011
El Juego de las Estrellas de la LNB de 2011 se disputó en Córdoba el 13 de marzo de 2011, en el Orfeo Superdomo. Fue la 23.ª edición del Juego de las Estrellas de la LNB.

## Juego de las Estrellas
Los planteles para el Juego de las Estrellas se eligieron a partir de una votación popular donde se seleccionaron, un combinado de 12 jugadores nacionales nacidos antes del 31 de diciembre de 1990 y otro de 12 extranjeros, eligiendo por un lado los quintetos iniciales y por el otro los suplentes, así como los entrenadores. El partido tuvo una duración de 4 cuartos de 8 minutos cada uno y cada etapa contó con un tiempo muerto de 60 segundos.
| Pos.                                          | Jugador                                       | Equipo                                        | N.º de Juegos de las Estrellas | Votos totales    |
| Quinteto inicial                              | Quinteto inicial                              | Quinteto inicial                              | Quinteto inicial               | Quinteto inicial |
| --------------------------------------------- | --------------------------------------------- | --------------------------------------------- | ------------------------------ | ---------------- |
| B                                             | Bruno Lábaque                                 | Atenas de Córdoba                             | 7                              | 2.587            |
| E                                             | Juan Espil                                    | Estudiantes BB                                | 7                              | 3.421            |
| A                                             | Federico Kammerichs                           | Regatas de Corrientes                         | 3                              | 4.192            |
| AP                                            | Leonardo Gutiérrez                            | Peñarol de Mar del Plata                      | 11                             | 5.304            |
| P                                             | Juan Pedro Gutiérrez                          | Obras Sanitarias                              | 1                              | 2.588            |
| Suplentes                                     |                                               |                                               |                                |                  |
| B                                             | Facundo Campazzo (*)                          | Peñarol de Mar del Plata                      | 1                              | 1.850            |
| E                                             | Matías Lescano                                | Atenas de Córdoba                             | 1                              | 2.213            |
| A                                             | Marcos Mata                                   | Peñarol de Mar del Plata                      | 2                              | 1.431            |
| AP                                            | Gabriel Mikulas                               | Club La Unión                                 | 4                              | 2.461            |
| AP                                            | Diego Lo Grippo                               | Quimsa                                        | 3                              | 1.855            |
| P                                             | Rubén Wolkowyski                              | Club Deportivo Libertad                       |                                | 2.193            |
| P                                             | Román González                                | Quimsa                                        |                                | 1.852            |
| Entrenador: Sergio Santos Hernández (Peñarol) | Entrenador: Sergio Santos Hernández (Peñarol) | Entrenador: Sergio Santos Hernández (Peñarol) | 8                              | 3.332            |

| Pos.                                       | Jugador                                    | Equipo                                     | N.º de Juegos de las Estrellas | Votos totales    |
| Quinteto inicial                           | Quinteto inicial                           | Quinteto inicial                           | Quinteto inicial               | Quinteto inicial |
| ------------------------------------------ | ------------------------------------------ | ------------------------------------------ | ------------------------------ | ---------------- |
| B                                          | Andre Laws                                 | Club Ciclista Olímpico                     |                                | 6.528            |
| E                                          | David Jackson                              | Club La Unión                              | 2                              | 5.213            |
| A                                          | Joshua Pittman                             | Obras Sanitarias                           | 4                              | 6.048            |
| AP                                         | Gregory Lewis                              | Atenas de Córdoba                          |                                | 2.346            |
| P                                          | Robert Battle                              | Club Deportivo Libertad                    | 2                              | 3.195            |
| Suplentes                                  |                                            |                                            |                                |                  |
| B                                          | Martín Osimani                             | Obras Sanitarias                           | 1                              | 3.413            |
| B                                          | Gerald Brown                               | Gimnasia y Esgrima (Comodoro Rivadavia)    | 1                              | 3.102            |
| E                                          | Kyle Lamonte                               | Peñarol de Mar del Plata                   | 1                              | 4.627            |
| A                                          | Ramzee Stanton                             | Regatas de Corrientes                      | 1                              | 1.905            |
| AP                                         | Joseph Bunn                                | Argentino de Junín                         |                                | 2.312            |
| AP                                         | Byron Johnson                              | Club El Nacional                           |                                | 2.083            |
| P                                          | James Williams                             | Atenas de Córdoba                          |                                | 2.831            |
| Entrenador: Julio Lamas (Obras Sanitarias) | Entrenador: Julio Lamas (Obras Sanitarias) | Entrenador: Julio Lamas (Obras Sanitarias) |                                | 3.147            |

(*): Reemplaza al lesionado Juan Ignacio Sánchez (2.471 votos).
| 13 de marzo de 2011 | Nacionales                                            | 51–68 | Extranjeros                                       | |  |
|                     | Parciales: 8-21, 19-22, 9-9, 15-16                    |       |                                                   | |  |
|                     | Estadísticas Matías Lescano (12) Rubén Wolkowyski (7) | Pts   | Estadísticas Kyle Lamonte (14) David Jackson (12) | Pabellón: Orfeo Superdomo, Córdoba Asistencia: 12.000 espectadores Árbitros: Alejandro Chiti, Pablo Estévez, Diego Rouger Televisión: TyC Sports |  |

## Juego de las Leyendas
| B                            | Marcelo Milanesio        |
| B                            | Gustavo Ismael Fernández |
| E                            | Héctor Campana           |
| E                            | Mario Milanesio          |
| A                            | Leandro Palladino        |
| AP                           | Luis Villar              |
| P                            | Germán Filloy            |
| P                            | Donald Jones             |
| Entrenador: Medardo Ligorria |                          |

| B                         | Miguel Cortijo        |
| E                         | Raúl Merlo            |
| E                         | Luis González         |
| A                         | Jorge Racca           |
| A                         | Julio Ariel Rodríguez |
| A                         | Edgard Merchant       |
| A                         | Esteban De la Fuente  |
| P                         | Rubén Scolari         |
| Entrenador: Luis Martínez |                       |

| 12 de marzo de 2011 | Córdoba | 50–45 | 'Resto del país |                                    |
|                     |         |       |                 |                                    |
|                     |         |       |                 | Pabellón: Orfeo Superdomo, Córdoba |

MVP: Leandro Palladino.

## Torneo de Triples
El torneo de triples reunió a los seis jugadores con mejor porcentaje de triples de la liga 2010/11, más el último campeón, Juan Espil. En esta edición volvió a quedarse con el título Juan Espil.
| Pos. | Jugador            | Equipo                      | % Triples              | 1ª ronda | Semifinal | Ronda final |
| ---- | ------------------ | --------------------------- | ---------------------- | -------- | --------- | ----------- |
| E    | Juan Manuel Rivero | Atenas de Córdoba           | 44.2%                  | 8        | -         | -           |
| AP   | Emiliano Martina   | Sportivo 9 de Julio         | 40.7%                  | 4        | -         | -           |
| E    | Juan Espil         | Estudiantes de Bahía Blanca | 40.5% (Último campeón) | -        | 12        | 14          |
| AP   | Leonardo Gutiérrez | Peñarol de Mar del Plata    | 37.1%                  | 8        | -         | -           |
| A    | Diego Cavaco       | Regatas de Corrientes       | 36.3%                  | 11       | 10        | -           |
| A    | Alexander Galindo  | Club Deportivo Libertad     | 35.9%                  | 10       | 8         | -           |
| E    | Eduardo Villares   | Regatas de Corrientes       | 35.6%                  | 9        | 11        | 11          |

## Torneo de Volcadas Nadir
El Torneo de Volcadas se desarrolló en tres rondas, con 4 participantes de la liga que decidieron postularse, junto a Alan Omar, el último campeón. Los dos mejores de la primera ronda clasificaron a la final, coronándose como campeón en esta ocasión DeCorey Young. El puntaje de cada volcada fue establecido por un jurado conformado por Luis Villar, Julio Lamas, Héctor Campana, Leandro Palladino y Federico Kammerichs.
| Pos. | Jugador                | Equipo                                 | 1ª ronda   | 1ª ronda   | 1ª ronda | Ronda Final | Ronda Final | Ronda Final |
| Pos. | Jugador                | Equipo                                 | 1ª volcada | 2ª volcada | Total    | 1ª volcada  | 2ª volcada  | Total       |
| ---- | ---------------------- | -------------------------------------- | ---------- | ---------- | -------- | ----------- | ----------- | ----------- |
| A    | Erbel De Pietro        | Gimnasia y Esgrima de Villa del Parque | 45         | 49         | 94       | 25          | 25          | 50          |
| AP   | Dionisio Gómez Camargo | Quimsa                                 | 44         | 49         | 93       | -           | -           | -           |
| AP   | Kevin Hernández        | Gimnasia y Esgrima de Villa del Parque | 43         | 49         | 92       | -           | -           | -           |
| A    | DeCorey Young          | Instituto de Córdoba                   | 49         | 46         | 95       | 38          | 50          | 88          |
| P    | Alan Omar              | Sarmiento de Formosa                   | 45         | 45         | 90       | -           | -           | -           |

## Carrera de habilidades Bancor
La Carrera de Habilidades consistió de una competencia contrarreloj con distintas estaciones en las que el jugador debe demostrar sus destrezas. En esta edición se realizó con un total de 8 estaciones y el jugador Felipe Pais se coronó campeón con un tiempo de 26 segundos.
| Jugador               | Equipo                   | 1ª ronda  | 1ª ronda  | Ronda final |
| Jugador               | Equipo                   | 1° Vuelta | 2º Vuelta | 1° Vuelta   |
| --------------------- | ------------------------ | --------- | --------- | ----------- |
| Facundo Campazzo      | Peñarol de Mar del Plata | 28'' 1    | 28'' 8    | -           |
| Nicolás De Los Santos | Club Ciclista Olímpico   | 49'' 4    | 26'' 5    | 29'' 6      |
| Nicolás Lorenzo       | Tucumán BB               | 33'' 2    | 32'' 4    | -           |
| Felipe Pais (*)       | Atenas de Córdoba        | 27'' 2    | 28'' 1    | 26'' 2      |

(*): Reemplazó al lesionado Diego Gerbaudo.

## Tiro de las Estrellas Arredo
El Tiro de las Estrellas, consistió en una competencia contrarreloj, disputada por cuatro tríos, cada uno de ellos integrado por un jugador actual de la liga, una leyenda, y una jugadora actual de la selección de baloncesto femenina. En esta ocasión logró el título el trío conformado por Federico Kammerichs, Mario Milanesio y Rocío Rojas.
| Pos. | Jugador              | Equipo                | Pos. | Leyenda         | Pos. | Selección Femenina | Equipo              | 1ª ronda  | 2ª ronda | Ronda final |
| ---- | -------------------- | --------------------- | ---- | --------------- | ---- | ------------------ | ------------------- | --------- | -------- | ----------- |
| P    | Juan Pedro Gutiérrez | Obras Sanitarias      | E    | Luis González   | E    | Samanta Melogneo   | Unión Vecinal Munro | 1' 00'' 8 | 1' 13''  | -           |
| E    | Julio Mazzaro        | Quimsa                | E    | Héctor Campana  | B    | Florencia Paganini | Unión Florida       | 38'' 1    | 52'' 86  | 31'' 9      |
| A    | Federico Kammerichs  | Regatas de Corrientes | E    | Mario Milanesio | E    | Rocío Rojas        | Unión Florida       | 1' 12'' 2 | 49'' 7   | 27'' 6      |